# Beşiktepe, Ağrı
Beşiktepe là một xã thuộc thành phố Ağrı, tỉnh Ağrı, Thổ Nhĩ Kỳ. Dân số thời điểm năm 2011 là 256 người.